# Hakuna
Hakuna es un movimiento eclesial católico fundado en 2013, como parte de los preparativos para la Jornada Mundial de la Juventud 2013 de Río de Janeiro. Jurídicamente se constituye como una asociación privada de fieles y cuenta con un grupo musical llamado Hakuna Group Music, que está integrado por músicos y cantantes dentro de la asociación y es conocido internacionalmente por sus conciertos multitudinarios y sus éxitos musicales.
Hakuna tiene presencia en más de 25 países de Europa, América y Asia, y el papa Francisco describe al grupo como una "familia eucarística, una familia que no entiende de fronteras ni de idiomas, porque su centro es el mismo Dios eucaristía".

## Historia
Hakuna tuvo sus inicios en el año 2013 como parte de los preparativos para la Jornada Mundial de la Juventud 2013 que se iba a realizar en Río de Janeiro. Tras la JMJ, e inspirado por la frase del Papa Francisco "Hagan lío, salgan a las calles a vivir el Evangelio", el sacerdote José Pedro Manglano, por entonces perteneciente al Opus Dei, comenzó a reunirse con un numeroso grupo de jóvenes en la parroquia de San Josemaría de Aravaca, para llevar a cabo Horas Santas, componer canciones, realizar formaciones y charlas con distintos ponentes, y llevar a cabo varias reuniones.
En el año 2020 los directores del Opus Dei delegaron la guía de Hakuna totalmente en José Pedro Manglano, quien en ese momento deja la prelatura del Opus Dei y es acogido por el cardenal Carlos Osoro en el clero de la Archidiócesis de Madrid para dedicarse por completo a Hakuna, pasos que poco después seguiría también su sobrino el también sacerdote del Opus Dei Miguel García Manglano.
En septiembre de 2022, Hakuna Group Music reunió a 8.000 personas en el Palacio Vistalegre, en lo que sería su primer concierto multitudinario, para presentar su disco Qaos. A continuación, el concierto se volvió viral en redes sociales como TikTok o Instagram, principalmente con la canción Huracán, la cual acumula varios millones de reproducciones y visualizaciones en distintas plataformas.
Desde su fundación, Hakuna ha ido creciendo exponencialmente hasta actualmente estar presentes en más de 25 diócesis en España (destacando especialmente Madrid, Barcelona y Valencia), junto con varios países de Europa, América y Asia. 

## Organización
Hakuna es una asociación privada de fieles, de naturaleza fundacional, con personalidad jurídica propia y plena capacidad de obrar, que carece de ánimo de lucro y tiene afectado de modo duradero su patrimonio a la realización de fines de interés general, según sus estatutos. Estos están aprobados desde el 2017 por el cardenal y arzobispo de Madrid, Carlos Osoro.
La asociación lleva a cabo sus actividades en distintas sedes, principalmente el Convento de San José en Las Rozas de Madrid, conocido como «El Estudio», el convento de Nuestra Señora de Belén en Cifuentes (Guadalajara), o el Convento de Santa Clara en Molina de Aragón (Guadalajara). Además, se plantea la apertura de un colegio y una universidad, al margen del ya existente Soul College.
La asociación está formada por una Asamblea General de socios llamados «pringados», que son aquellas personas que se comprometen a llevar un estilo de vida definido según el carisma de Hakuna. Entre los «pringados», se encuentran laicos, seminaristas y sacerdotes pertenecientes a Hakuna, y en el 2024 se plantea el comienzo de vida consagrada dentro de esta realidad eclesial. Todos los años, los «pringados» de Hakuna se reúnen en un encuentro en Denia conocido como «Pringados All Meeting (PAM)», así como en un encuentro anual que tiene lugar en Roma, conocido como «Hakuna All Meeting (HAM)», al que suelen asistir unos 1.000 miembros del grupo, y que ha contado con la participación del Papa Francisco.
La asociación está compuesta por un equipo de Padrinos de Región y de Coordinadores Globales, y está liderada por una Junta de Servicio, compuesta por 7 miembros, entre los que se encuentra el propio José Pedro Manglano.

## Actividades
Dentro de Hakuna se organizan varias actividades como:
- Compartiriados: acciones sociales o de voluntariado, tanto dentro como fuera de España.[25][26]
- Revolcaderos: grupos de vida de aproximadamente 10 personas que se reúnen cada dos semanas para crecer juntos en la fe.[27][28]
- Horas Santas: organizadas en las iglesias, consiste en una charla semanal, del sacerdote o un invitado, y luego una hora de Adoración ante el Santísimo.[29][30]
- God Stops: retiros durante un fin de semana que se realizan en silencio exterior, unos para universitarios y jóvenes profesionales, y otros a matrimonios.[31]
- Escapadas: Actividades misioneras, sociales y caritativas, tanto dentro como fuera de España, normalmente en periodos vacacionales como Semana Santa o verano.[32]
- Soul Weeks: Retiros espirituales con una duración semanal. Las soul weeks están divididos para chicas, para chicos, y para matrimonios.[6][33]
- Soul College: Cursos de formación enfocados en 4 áreas: Teología, Antropología, Ser Relacional y Arte”.[6][34] Dentro de esta actividad, Hakuna ha reunido a algunos de los principales pensadores y divulgadores cristianos a nivel mundial, como Jacques Philippe o Christopher West.[35]

## Música y cine
Hakuna es internacionalmente conocido por su grupo de música Hakuna Group Music, cuyos álbumes son los siguientes:
- Hakuna (2015)
- Mi pobre loco (2017)
- Pasión (2018)
- Sencillamente (2021)
- Qaos (2022)
- Capricho (2023)

A pesar de su contenido abiertamente católico, algunas de las canciones de Hakuna se han hecho virales y se han colocado entre las más escuchadas de las listas de España, llegando a alcanzar las primeras posiciones a nivel nacional, y acumulando millones de reproducciones en plataformas como Spotify y YouTube. Hakuna también cuenta con cientos de miles de seguidores en redes sociales como Instagram o Spotify.
Además, Hakuna ha dado varios conciertos multitudinarios agotando el aforo de las principales salas de España en unas pocas horas, entre los que destacan: Palacio Vistalegre con 8.000 asistentes (2022), Palacio Vistalegre con 12.000 asistentes (2023), Wizink Center con 15.000 asistentes (2024) y 18.000 asistentes (2024). El grupo también ha cantado en la Jornada Mundial de la Juventud 2023 de Lisboa delante de más de un millón de personas, en la Fiesta de la Resurrección en los años 2024 y 2025 delante de 85.000 personas, y en México en el año 2025 con un público de 3.000 personas.
Por otro lado, Hakuna también ha producido dos películas que han visto miles de personas en varios países: Vivo (2021), que se centra sobre el poder de la eucaristía, y Descalzos (2025), que profundiza en el poder transformador de la música.